# Hexanchorus dentitibialis
Hexanchorus dentitibialis – gatunek chrząszcza z rodziny osuszkowatych.
Gatunek ten opisany został w 2013 roku przez Crystal A. Maier na łamach „ZooKeys”. Jako miejsce typowe wskazano potok Guayabita w Turmero w wenezuelskim stanie Aragua.
Chrząszcz o wydłużonym, umiarkowanie z wierzchu sklepionym ciele długości od 3,1 do 3,3 mm. Ubarwienie ma ciemnobrązowe z brązowoczarnym spodem oraz ceglastymi nasadami ud, krętarzami i spodami nasad nitkowatych czułków. Głowa ma mikrosiateczkowanie i przeciętnie grube, gęste punktowanie. Zaopatrzona jest w nadustek o prostej krawędzi przedniej oraz półkuliste, z tyłu zwężone oczy obrzeżone długimi, zakrzywionymi, czarnymi szczecinkami. Przedplecze jest niewiele szersze niż dłuższe, o prostych kątach przednich i tylnych, lekko zafalowanych krawędziach bocznych i tylnej oraz głębokim wcisku w części środkowo-tylnej. Tarczka jest płaska, nieco dłuższa niż szersza. Pokrywy mają dziesięć rzędów z punktami oddalonymi od siebie o 3–4 średnice oraz międzyrzędy porośnięte krótkim, gęstym owłosieniem i sterczącymi szczecinkami. U samców szczyt pokryw jest rozszerzony. Przedpiersie ma trójkątny wyrostek międzybiodrowy z V-kształtnym rowkiem, wchodzący w V-kształtne wklęśnięcie na śródpiersiu. Samiec ma genitalia o szerokim edeagusie ze ściętym w widoku bocznym wierzchołkiem oraz nieco dłuższych niż jego połowa paramerach.
Owad neotropikalny, znany wyłącznie z lokalizacji typowej w Wenezueli.